# Pseudogefühl
Der Begriff Pseudogefühl stammt aus der Terminologie der Psychologie und wurde von Marshall B. Rosenberg und Erich Fromm geprägt. Das Pseudogefühl stellt ein echtes, jedoch von der eigenen Wahrnehmung verfälschtes Gefühl dar. Es drückt demnach eher einen Gedanken, eine Interpretation aus, während das eigentliche, im Körper erlebte, Gefühl unausgesprochen bleibt. Ein Pseudogefühl beinhaltet immer einen Täter, was impliziert, dass ein anderer für das Gefühl des Sprechers verantwortlich ist. Damit wird der andere verurteilt. Laut Marshall Rosenberg jedoch liegt die Verantwortung für ein Gefühl  und das dahinter liegende Bedürfnis immer beim Individuum.
Erkennen lassen sich Pseudogefühle an der Formulierung „Ich habe das Gefühl, dass …“ während echte Gefühle in der deutschen Sprache immer auch mit „Ich bin …“ anstatt „Ich fühle …“ ausgedrückt werden können.

## Beispiele
Da Pseudogefühle Gedanken sind, können dahinter unterschiedliche Gefühle und Bedürfnisse stehen, die sich nicht unbedingt aus der ursprünglichen Formulierung ergeben. Im Folgenden ein paar Beispiele und mögliche Übersetzungen:
- „Du gibst mir das Gefühl, ich sei nichts wert.“= „Ich bin deprimiert und ängstlich, weil mir Wertschätzung wichtig ist.“
- „Du vernachlässigst mich.“ = „Ich fühle mich einsam und brauche etwas Gesellschaft.“
- „Ich fühle mich provoziert.“ = „Ich bin wütend, weil ich Respekt brauche“
- „Ich habe das Gefühl, du willst dich drücken.“ = „Ich bin beunruhigt, weil mir Unterstützung wichtig ist.“
- „Ich fühle mich ausgenutzt.“ = „Ich bin zornig, weil ich Respekt und Rücksicht brauche!“
- „Ich fühle mich total unter Druck gesetzt.“ = „Ich bin sehr angespannt, weil ich meine Entscheidung gerne selbst und in meinem Tempo treffen möchte.“

Hinter dem Begriff des Pseudogefühls steckt die Idee, dass es hilfreich sei, auf die Verurteilung des Gegenübers durch Äußerung eines Pseudogefühls oder durch einen vorwurfsvollen Tonfall zu verzichten, um sich so für die eigenen Bedürfnisse verantwortlich zu zeigen. Die kommunikative Absicht, die hinter dem Wunsch zur Verurteilung des Gegenübers steht, könne effektiver ausgedrückt werden, indem auf die Formulierung der dahinterstehenden Gefühle und Bedürfnisse eine genaue und erfüllbare Bitte folgt. Dies setzt jedoch voraus, dass das Gegenüber lautere Absichten hat, was nicht immer gegeben ist.